# Тамракар

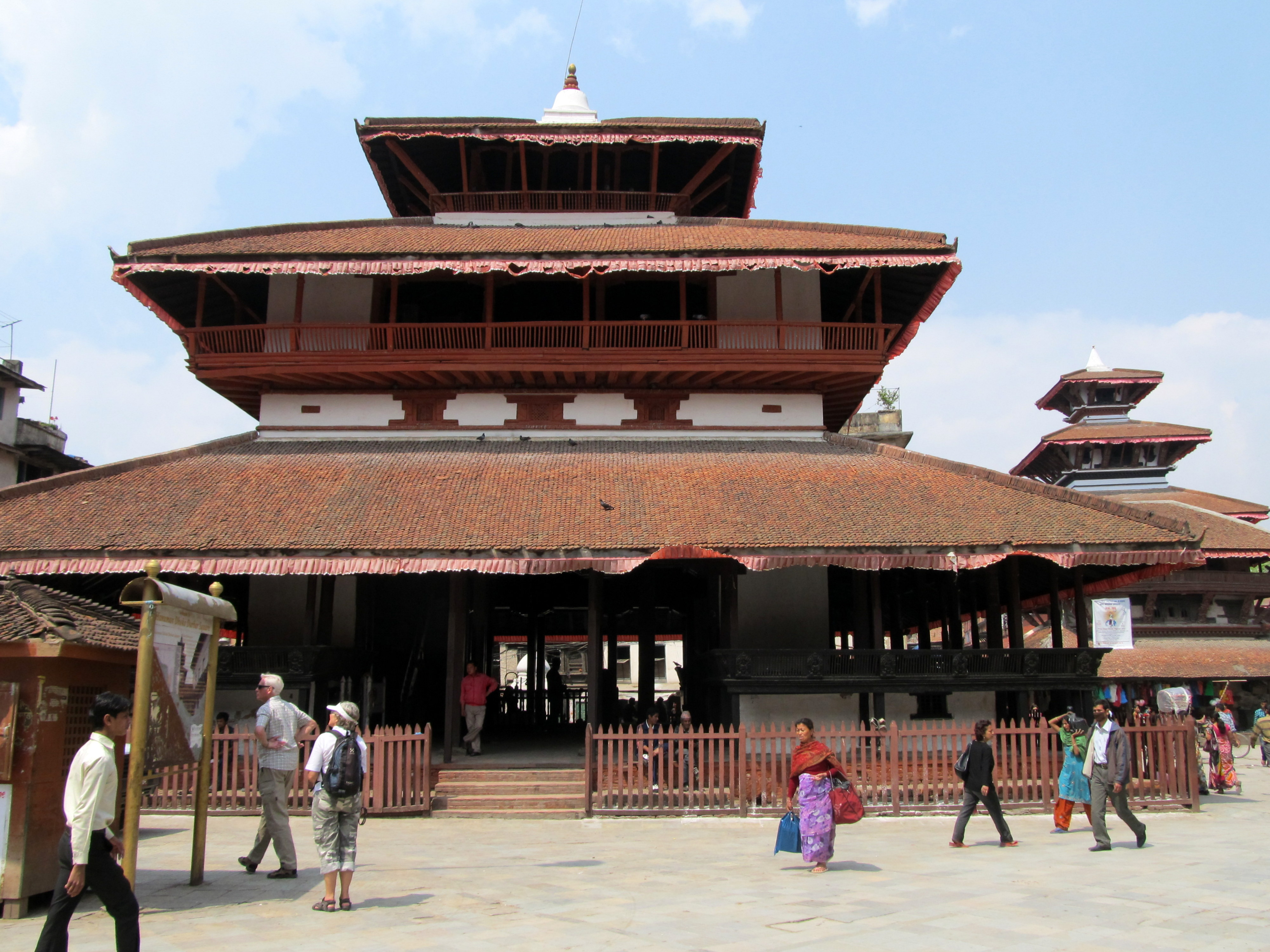
Мару Сатах

Тамракар (Деванагари ताम्रकार) — каста медников и других литейщиков металлов, обитающих в Непале и Индии. В Непале тамракары обитают в общине Ньюар в долине Катманду

## Этимология и названия
Название Тамракар происходит от санскритских слов «тамра», что означает медь, и «каар», работник.
В Неварском языке они известны как Тамо (Тамракар из Патана), Тамот или Таво (Тамракар из Катманду). Они являются искусными ремесленниками с особой культурой среди Ньюаров. Они исповедуют Индуизм
В Индии же данная каста имеет различные названия, например: Тамракар (В Мадхья-Прадеш) Тамбаткар, Тамера, Тхатера, Татара, Касар, Касера, Кансара (В Гуджарате) Кангабаник (В Западной Бенгалии) , Отари, Тваста Касар и Тамбат (В Махараштре).
В Гоа они называют себя Твашта Касар Брамин
В Северной Индии они называют себя «Хайхаиванши Тамракар Самадж» и утверждают, что Кшатрии происходят от Картавирья Арджуна и Династии Хайхая

## География
В Непале тамракары живут всей долине Катманду но в основном сосредоточены в центре Лалитпур Катманду, Бхактапур и Ачхам. В Катманду основными районами Тамракара являются Мару, Ятха Баха и Махабати (Махабуддха). В Патане они разбросаны по всей территории Патана

## Традиционное Занятие
Тамракары традиционно является кастой медников, которые изготавливают домашнюю утварь из меди и латуни. Они также известны изготовлением традиционных музыкальных инструментов, таких как понга и пайнтах, длинные рожки из меди.
Многие Тамракары из Катманду участвовали в традиционной тибетской торговле и имели магазины в Лхасе (Тибет), Ладакхе (Индия) и других торговых центрах на Шелковом пути. После Китайско-индийской пограничной войны 1962 года, когда караванный путь, связывающий Индию и Тибет через Сикким, был закрыт, многовековой системе торговли пришел конец, а купцы и ремесленники, работавшие в Тибете, закрыли магазины и вернулись домой в Непал.
Сегодня Тамракары занимаются ремеслами, розничной торговлей и другими профессиями, и их можно найти среди ведущих имен в бизнесе и промышленности.

## Культура
Тамракары Мару в Непале должны играть на пайнтахе (длинном рожке) во время фестиваля Самьяк, величайшего буддийского праздника Ньюар, который проводится раз в 12 лет в Катманду и в котором каждая каста ураев имеет свои обязанности
Во время фестиваля Индра Джатра, проходящего в Катманду, семьи Тамракар из Мару несет ответственность за проведение процессии богини Дагин (दागिं) . Точно так же танцовщица Тамракар из Мару играет роль Дайтьи в священных танцах.

## Общество
Тамракары сформировали общество «Тамракар Самадж», состоящее из более чем 650 членов. Тамракар Самадж организует различные общественные мероприятия, такие как Братабанда, Гуфа Рахне и т. д., А также активно работает в продвижении Тамракаров.